# Lucien Cognet
Pour les articles homonymes, voir Cognet (homonymie).

a Compétitions nationales et continentales officielles uniquement.

b Matchs officiels uniquement.
Lucien Cognet, né le 22 mai 1909 à Vichy (France) et mort le 14 mars 1960 à Clermont-Ferrand (France), est un joueur international français de rugby à XV évoluant aux postes de deuxième ligne, troisième ligne aile et troisième ligne centre à l'AS Montferrand durant sa carrière.
De 1927 à 1939, il joue pour le club de l'AS Montferrand en Championnat de France. Avec ce club, il remporte notamment le Challenge Yves du Manoir en 1938. De 1932 à 1937, il connaît cinq sélections en équipe de France. Durant la Seconde Guerre mondiale, il est fait prisonnier de guerre.

## Biographie
Lucien Cognet naît le 22 mai 1909 à Vichy dans le département français de l'Allier,.
Ses débuts dans le sport se font tout d'abord par l'intermédiaire du basket-ball puis de l'athlétisme, détenant notamment le record du Centre au 4 × 100 mètres. En athlétisme, il pratique également le sprint court et long, le 1 500 mètres, le saut en longueur, le lancer du poids et du disque.
Par la suite, il opte pour le rugby à XV et est régulièrement présent au sein de l'effectif du club puydômois de l'AS Montferrand à partir de la saison 1927-1928,.
Son entraîneur, André Francquenelle, le positionne en troisième ligne et il est rapidement repéré par l'encadrement de l'équipe de France. En novembre 1931, il est sélectionné en équipe de France pour prendre part à des rencontres de sélection prévues à Clermont-Ferrand le 6 décembre puis à Brive-la-Gaillarde,. Lors du match à Brive, il fait partie des meilleurs joueurs de la rencontre malgré la défaite de son équipe. Il est à nouveau retenu pour affronter le RC Toulon le 1er janvier suivant. Trois mois plus tard, il fait finalement ses débuts internationaux en étant titularisé en deuxième ligne le 17 avril 1932 contre l'Allemagne à Francfort-sur-le-Main,. La France s'impose 20 à 4.
Au mois de mai 1933, alors qu'il est censé disputer un match contre le Maroc avec l'équipe de France, il est pénalisé par la Commission de discipline de la Fédération française de rugby et remplacé par Gérald Branca dans l'équipe.
En 1935, il dispute les finales du Challenge Yves du Manoir mais son club s'incline contre l'USA Perpignan lors de la deuxième finale, où il livre une très bonne prestation, la première ayant abouti sur un score nul 3 partout.
Lors de la saison 1935-1936, son club se rend en finale du Championnat de France pour la première fois de son histoire. Lucien Cognet est titulaire durant ce match, il se montre très performant en touche mais son club s'incline 6 à 3 face au RC Narbonne,,. Une semaine après ce match, il bat l'Allemagne 19 à 14 avec l'équipe de France et remporte le Tournoi européen FIRA en compagnie de ses coéquipiers de club Maurice Savy, Pierre Thiers et André Rochon.
La saison suivante, l'AS Montferrand se rend une nouvelle fois jusqu'en finale du Championnat de France, cette fois-ci face au CS Vienne. De nouveau titulaire, son équipe perd la finale à nouveau, sur le score de 13 à 7,. Il est cité parmi les meilleurs joueurs montferrandais durant ce match.
En octobre 1937, il remporte à nouveau le Tournoi européen FIRA, cette fois-ci en battant l'Italie 43 à 5. Puis, finalement, il remporte son premier titre en club lors de la saison 1937-1938 en gagnant le Challenge Yves du Manoir après avoir triomphé de l'USA Perpignan par 23 à 10,,. Le mois suivant, il dispute la demi-finale du Championnat de France mais l'AS Montferrand est éliminée sur le score de 3 à 0 par le Biarritz olympique, mettant un terme à la saison des Auvergnats.
Lors de l'exercice 1938-1939, il effectue sa douzième et dernière saison en équipe première de l'AS Montferrand,. Au cours de cette saison, l'AS Montferrand est éliminé par le RC Toulon en demi-finale du Challenge Yves du Manoir dans un match où il est titulaire. En fin de saison, en quart de finale du Championnat de France, le Biarritz olympique élimine une nouvelle fois son club, étant l'un des meilleurs auvergnats durant la rencontre, et met un terme à la saison montferrandaise.
Durant la Seconde Guerre mondiale, il est notamment prisonnier de guerre, tout comme ses coéquipiers de l'AS Montferrand Pierre Charton, Gabriel Clément, Henri et Louis Gibert, Jean-Baptiste Julien et René Lombarteix.
Au mois d'avril 1946, étant antiquaire rue Pascal à Clermont-Ferrand, il est concerné par une affaire de vol et de recel d'un bronze d'art, une procédure étant ouverte à son encontre.
En septembre 1946, il est annoncé qu'il joue toujours au rugby avec l'équipe réserve de l'AS Montferrand.
En dehors du sport, il est employé chez Michelin et commerçant en décoration,.
Lucien Cognet meurt à 50 ans le 14 mars 1960 à Clermont-Ferrand.

## Statistiques

### En club
- 142 matchs joués avec l'AS Montferrand de 1927 à 1939[3].
- 143 points inscrits soit 27 essais, une pénalité, un transformation et un drop.

### En équipe nationale
Lucien Cognet compte cinq capes en équipe de France du 17 avril 1932 contre l'équipe d'Allemagne au 17 octobre 1937 contre l'équipe d'Italie. Il n'inscrit aucun point.
| Année | Compétition           | Matchs | Points | Essais |
| ----- | --------------------- | ------ | ------ | ------ |
| 1932  | Test matchs           | 1      | -      | -      |
| 1936  | Trophée européen FIRA | 1      | -      | -      |
| 1936  | Test matchs           | 1      | -      | -      |
| 1937  | Trophée européen FIRA | 1      | -      | -      |
| 1937  | Test matchs           | 1      | -      | -      |
| Total | Total                 | 5      | 0      | 0      |

## Palmarès

### En club
- Finaliste du Challenge Yves du Manoir en 1935 avec l'AS Montferrand.
- Finaliste du Championnat de France en 1936 et 1937 avec l'AS Montferrand.
- Vainqueur du Challenge Yves du Manoir en 1938 avec l'AS Montferrand.

### En équipe nationale
- Vainqueur du Tournoi européen FIRA en 1936 et 1937 avec l'équipe de France.